# Klaverstykke
Klaverstykke is een op zichzelf staande compositie van Niels Gade voor piano. Althans zo gaat het door het leven. In dezelfde map als waarin de schetsen voor Fantasiestykker opus 41 zich bevonden, bevond zich ook dit werkje. Het is in tegenstelling tot die Fantasiestykker alleen in manuscriptvorm bewaard gebleven. Geen van de uitgaven van Fantasiestykker maakt melding van een vijfde werkje voor die verzameling.